# بلوله
بلوله (به لاتین: Bolowleh) یک منطقهٔ مسکونی در افغانستان است که در ولایت بامیان واقع شده‌است.